# Габар
Габар (Micronisus gabar) — хижий птах родини яструбових ряду яструбоподібних. Єдиний представник монотипового роду габар (Micronisus).

## Опис

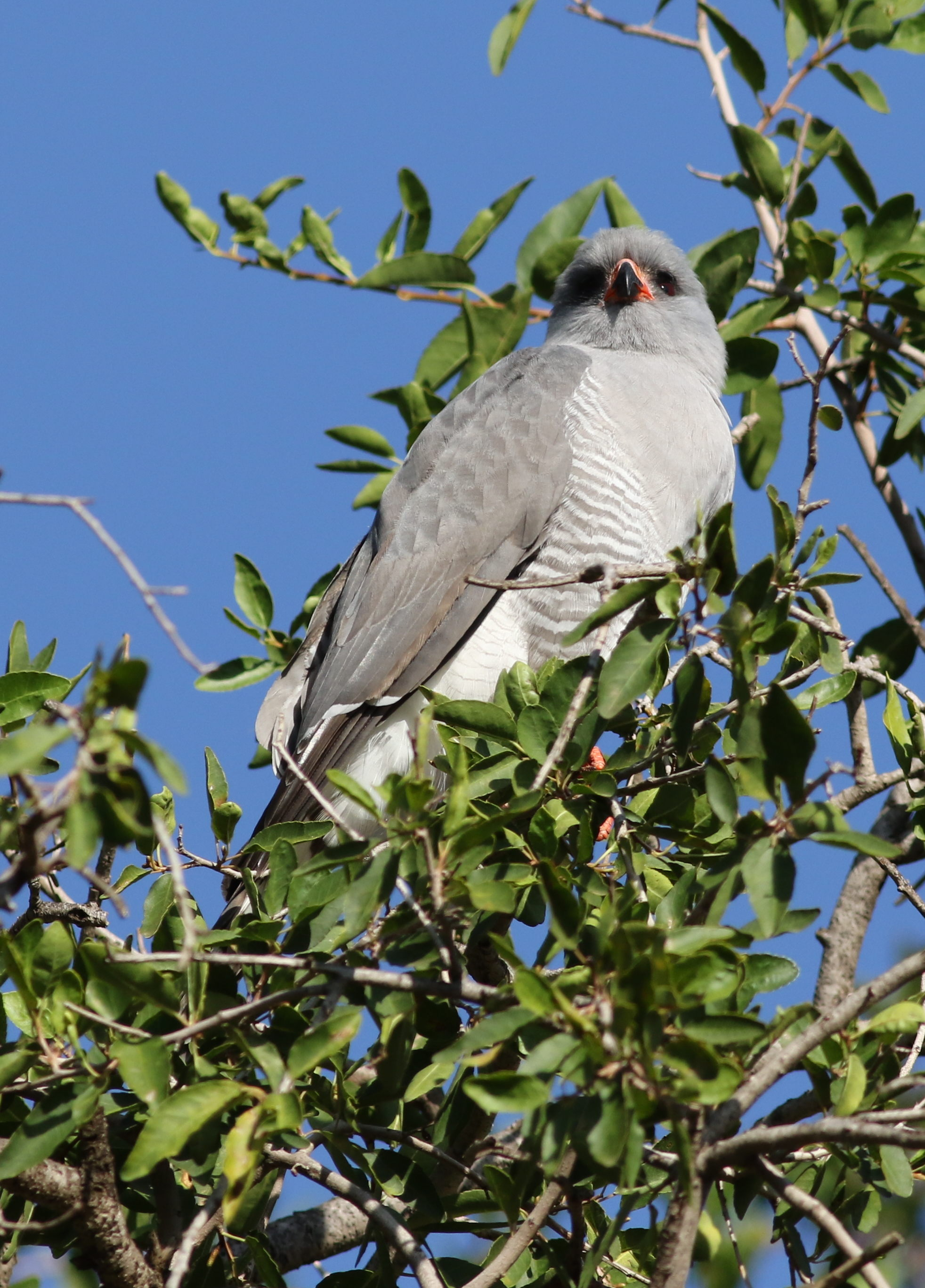
Габар сірої морфи

Довжина тіла птаха становить 28—36 см, розмах крил 63 см. Виду притаманний статевий диморфізм: самки важать 167—240 г, а самці 90—173 г.
Габар зустрічається у двох морфах. В птахів світлої морфи верхня частина тіла сірого кольору, стегна білі, на грудях біло-сірі смужки, хвіст темний. Близько 25 % габарів належать до меланістичної морфи й мають майже повністю чорне забарвлення. Восковиця і ноги габарів червоні, очі темні. У молодих птахів верхня частина тіла коричнувата, восковиця і ноги жовті.

## Поширення і екологія
Габари мешкають в Африці на південь від Сахари, за винятком басейну Конго, а також на південному заході Аравійського півострова.
Здебільшого габари населяють відкриті лісові масиви, зокрема ділянки акацієвого лісу в савані, міомбо. В посушливих регіонах півдня Африки, таких як пустелі Кару і Наміб габар мешкає в заростях поблизу водойм. Габара можна зустріти поблизу людських поселень.

## Таксономія
Виділяють три підвиди габара:
- M. g. aequatorius: від Ефіопії до Габону, північної Замбії і Мозамбіку
- M. g. gabar: від південної Анголи до південного Мозамбіку і ПАР
- M. g. niger: від Сенегалу до Ефіопії, Камеруну і Південного Судану: в південно-західній частині Аравійського півострова (Ємен)

## Раціон

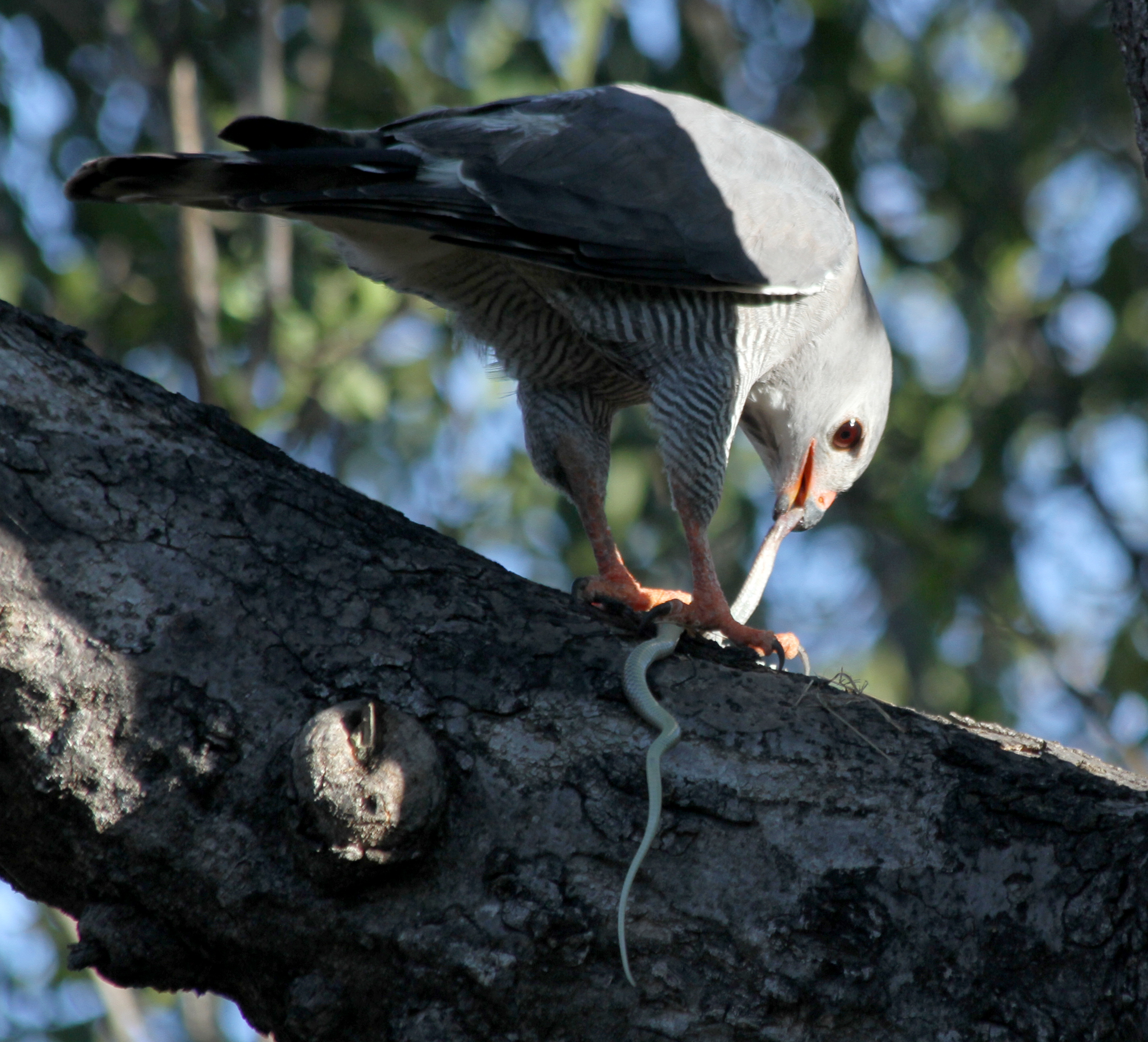
Габар їсть змію

Габар активно полює, ловлячи здобич в польоті. Харчується пташками, ссавцями, зміями, ящірками та комахами. Були зафіксовані випадки нападу габара на колонії ткачиків.

## Розмноження
Габари відкладають яйця з липня по грудень, пік припадає на вересень-листопад. В кладці 2—4 яйця, інкубаційний період триває 33—38 днів. Самка продовжує залишатися в гнізді ще 19—21 днів; в цей час самець приносить до гнізда їжу. Пташенята покидають гніздо у віці 35—36 днів, через місяць стають самостійними.

## Збереження
Це численний і поширений вид птахів. МСОП вважає його таким, що не потребує особливих заходів зі збереження.